# Le Nouveau Duffman
Le Nouveau Duffman (Waiting for Duffman) est le dix-septième épisode de la vingt-sixième saison de la série télévisée Les Simpson et le 569e épisode de la série. Il est sorti en première sur le réseau Fox le 15 mars 2015.

## Synopsis
Duffman se blesse lors d'une fête. Il ne peut donc plus exercer son rôle. Se tient alors un concours pour savoir qui sera le nouveau Duffman d'Amérique. Homer décide de tenter sa chance..

## Réception
Lors de sa première diffusion l'épisode a attiré 3,59 millions de téléspectateurs.
Cet épisode semble avoir été censuré en France. En effet, la Duff étant devenue une vraie marque de bière, la loi Évin impose de biper et flouter les nombreuses références à cette dernière. Or, dans cet épisode, la Duff est mentionnée plus de cinquante fois, tandis que le terme Duff apparaît près de douze minutes à l'écran, occupant alors près de 58 % de l'épisode, dont la durée totale est 20 min 30 s. Le floutage rendrait alors l'intrigue difficile à cerner.